# Synode von Rathbreasail
Die Synode von Rathbreasail (irisch:  Sionad Ráth Bhreasail) fand im Jahre 1111 in Irland statt. Rathbreasail liegt in der Nähe von Mountrath, im heutigen County Laois. Es war die zweite der vier großen Reformsynoden (Konzile). Die anderen drei waren Cashel (1101) und (1172) und Kells-Mellifont (1152).

## Vorgeschichte
Die Synode von Cashel verabschiedete im Jahre 1101 verschiedene Dekrete und verbietet den Geistlichen Scheidung, Inzest und Priesterehe. Eine wesentliche Errungenschaft der Synode lag in der zugesicherten Unabhängigkeit des kirchlichen Besitzes und der kirchlichen Ämter von den weltlichen Herrschern. Entsprechend wurde die Praxis der Vererbung von Kirchenämtern an Laien für unzulässig erklärt.

## Die Synode von 1111
Die Synoden des 12. Jahrhunderts kennzeichnen den Übergang von der altirischen iroschottischen Kirche ohne zentrale Gewalten zur römisch-katholischen Kirche, mit Eingliederung der 36 irischen Bistümer und ihrer Klöster. An der Synode von 1111 nahmen 50 Bischöfe, 300 Priester und über 3000 Laien teil. Sie begründete zwei Kirchenprovinzen:
- das Erzbistum Armagh mit dem Erzbischof Cellach Mac Aodh (1080–1129)
- das Erzbistum Cashel mit dem Erzbischof Maol Muire Ua Dunáin (1040–1117), dem Organisator der Synode von 1101

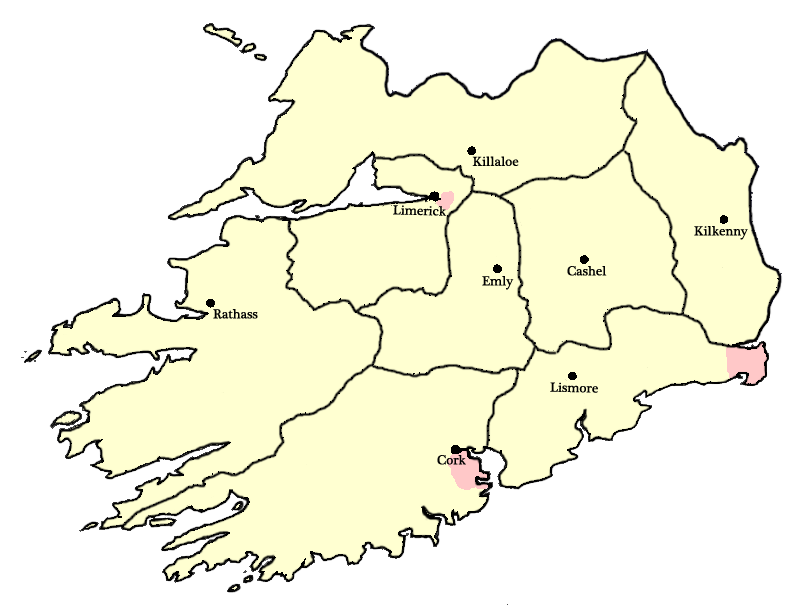
Erzbistum Cashel

Jede Provinz bestand aus Diözesen. Die Grenzen der Diözesen wurden nur ungefähr definiert. Die Synode unterstellte Waterford, das zuvor von Canterbury abhängig war, dem Erzbischof von Cashel.
24 Diözesen wurden von der Synode eingerichtet, aber teilweise von der folgenden Synode nicht bestätigt bzw. verändert. Auf der sogenannten „kleinen Synode von Uisneach“, die vom Abt von Clonmacnoise noch im Jahre 1111 einberufen wurde, nahm man einige Änderungen, Clontard und Duleek betreffend, vor errichtete das  Bistum Ardagh ausgerufen. Bis 1160 wurden die Bischöfe in Duleek ernannt:
1. Ardagh: Ost-Connacht
2. Ardstraw: Tír Eoghain (ausgenommen Inis Eoghain), heute röm.-kathol. Titularbistum
3. Clogher: Königreich von Uí Chremthainn
4. Clonard: West-Meath †, heute röm.-kathol. Titularbistum
5. Clonfert: Gegend des Uí Maine
6. Connor: in Dalriada
7. Cong wurde eine der fünf Diözesen von Connacht, aber es wurde kein Bischof notiert. Heute röm.-kathol. Titularbistum
8. Cork
9. Down: Gegend von Ulidia
10. Duleek: Ost-Meath †, heute röm.-kathol. Titularbistum
11. Elphin: Ost-Connacht
12. Emly in Limerick
13. Ferns
14. Glendalough in County Wicklow, heute Titularbistum
15. Kildare
16. Kilkenny (später umbenannt in Ossory): Gegend von Osraige
17. Killala: Gegend des Uí Fiachrach
18. Killaloe: Gegend von Uí Fiachrach Aidhne
19. Leighlin: eine von fünf Diözesen von Leinster
20. Limerick
21. Raphoe: Tír Chonaill und Inis Eoghain
22. Ratass: Gegend des Ciarraighe, des Corca Dhuibhne und des Eoghanacht Locha Léin (verlegt nach Ardfert ab 1117)
23. Tuam: Eine von fünf Diözesen in Connacht
24. Waterford

Die Diözese Dublin, bis 1096 von Canterbury bestätigt, wurde erst 1152 mit der Synode von Kells errichtet und 1216 mit Glendalough vereinigt.
Die Grenzen vieler römisch-katholischen und anglikanischen Diözesen beruhen auf Entscheidungen der vier Synoden in Rathbreasail, Cashel und Kells-Mellifont.